# 竇智孔
竇允辰（英語：Bobby Dou，1979年9月28日—），藝名竇智孔，台灣男藝人，曾為唱片公司「滾石唱片」旗下歌手，後參演偶像劇等類型之電視劇和電影作品。

## 演藝經歷
1995年，16歲的竇智孔被知名製作人小蟲發掘，簽約滾石唱片，一人隻身從高雄至台北。因儲備歌手關係，無任何收入薪資，因此曾經潦倒到一個月只靠三百塊錢過活，每天光吃白煮稀飯充飢，以腳踏車代步，苦撐到終於推出個人第一張唱片。以清新偶像歌手的形象出道，為滾石唱片旗下歌手。當時在全台差不多銷售七萬張唱片，千禧年之後的台灣唱片市場，七萬張算是一個不錯的數字。然而在九零年代末期，七萬張不足以讓竇智孔成名。
2000年，竇智孔轉戰戲劇界，第一部大醫院小醫師，飾演男主角莊正邦，一位自以為是的實習醫生，便受到戲劇界的矚目。接下來在多部戲劇中飾演男主角，在經過許多挑戰與艱難後，竇智孔終於在戲劇界走出自己的舞台，也成為台灣炙手可熱的新生代演員。
2004年，拍攝追風少年讓竇智孔事業推上高峰，此劇在同時期的國語戲劇一直衛冕第一。當年度與Saya合作的愛情風暴99使他人氣居高不下，也為此戲劇獻唱主題曲。
2007年，至大陸演出央視北平往事，也讓他開出在大陸的知名度。當年度又接演華視的天使之翼讓竇智孔的事業推上第二個高峰。
2008年，牽牛花開的日子延續2007年的天使之翼，讓竇智孔的人氣持續不贅。連續兩部戲都是同時段收視冠軍。值得一提的是牽牛花開的日子，這是一部以親情和奮鬥為主的偶像劇，讓竇智孔的戲路更上一層樓。

## 演出作品

### 劇集
| 首播   | 播出                   | 劇名             | 角色          | 性質   |
| 2000年 | 公視                   | 大醫院小醫師     | 莊正邦        | 男主角 |
| 2001年 | 中視                   | 百分百女孩       | 國勇          | 男主角 |
| 2001年 | 華視                   | 煙雨江南         | 蕭天雨        | 男主角 |
| 2002年 | 民視                   | 雙面教父         | 鄒楷呂國豪    | 男主角 |
| 2002年 | 華視                   | 愛上痞子男       | 徐子東        | 男主角 |
| 2002年 | 中視                   | 天下無雙         | 丁大勇        | 男主角 |
| 2003年 | 公視                   | 赴宴             | 郭泉溪        | 客串   |
| 2003年 | 華視                   | 單身宿舍連環泡   | 詹木聲(James) | 男主角 |
| 2004年 | 民視                   | 追風少年         | 林效天追風    | 男主角 |
| 2004年 | 中視                   | 愛情風暴美麗99   | 高飛          | 男主角 |
| 2005年 | 亞視                   | 情陷夜中環       | 程樂天        |        |
| 2005年 | 東森戲劇台             | 艾曼紐要怎樣     | 廖威爾        | 客串   |
| 2006年 | 中視                   | 天外飛仙         | 上官浩祺      |        |
| 2006年 | 中視                   | 碧血劍           | 袁承志        | 男主角 |
| 2007年 | 央視                   | 北平往事         | 潘安          | 男主角 |
| 2007年 | 華視                   | 天使之翼         | 林皓陽        | 男主角 |
| 2008年 | 華視                   | 歡喜來逗陣       | 李政新        |        |
| 2008年 | 中視                   | 牽牛花開的日子   | 夏慶俊        | 男主角 |
| 2009年 | 華視                   | 魔女18號         | 朱耀文        |        |
| 2010年 | 浙江衛視               | 愛情有點藍       | 孫文揚        | 男主角 |
| 2012年 | 三立都會台、東森綜合台 | 愛上巧克力       | 陸政廷        | 男主角 |
| 2012年 | 三立都會台、東森綜合台 | 真愛趁現在       | 孫啟鳴        | 男主角 |
| 2013年 | 衛視中文台             | 幸福街第3號出口  | 夏少華        | 男主角 |
| 2014年 | 中天綜合台             | PMAM之美好偵探社 | 段知非        | 男主角 |
| 2015年 | 三立都會台、東森綜合台 | 好想談戀愛       | 鄭英          | 男主角 |
| 2016年 | 台視、TVBS歡樂台       | 幸福不二家       | 紀潤華        | 男主角 |
| 2017年 | 公視                   | 本願路           | 李永平        | 男主角 |
| 2018年 | 愛奇藝                 | 魯冰花           | 郭雲天        | 男主角 |
| 2020年 | 中國大陸               | 大時代風雲錄     | 張尚儒        | 男主角 |
| 2020年 | 三立台灣台             | 天之驕女         | 方文賢        | 客串   |
| 2023年 | 台視、八大戲劇台       | 不良執念清除師   | 蒲人秀        |        |
| 2025年 | 三立台灣台             | 百味人生         | 劉清水        | 客串   |

### 舞台劇
- 2017
  - 果陀劇場 扭轉奇蹟音樂喜劇《愛呀，我的媽！》
  - 故事工廠《莊子兵法》
- 2018
  - 果陀劇場 搖滾音樂劇《吻我吧娜娜》張雨生獨一無二代表作
- 2020
  - 果陀劇場 間諜偵探喜劇《步步驚笑》「十年經典•豪華陣容版」
- 2022
  - 果陀劇場《摘心米其林》

### MV
- 1998年
  - 竇智孔《Cool Eyes》
  - 竇智孔《你有美麗我有愛你》
  - 竇智孔《再見》
- 2003年
  - 羽泉+蘇慧倫《還剩下什麼》
  - 梁靜茹《幸福的預感》
- 2004年 
  - 戴愛玲《你和我和他之間》
  - 竇智孔《你想聽的話》
  - 竇智孔《難道》
  - 竇智孔《櫻花的秘密》
- 2005年
  - 江美琪《難相處》- 電影《美麗曼特寧》主題曲
- 2007年
  - 何以奇《單翅的天使》
  - 何以奇《心語》
- 2008年
  - 方炯鑌《壞人》- 電視《牽牛花開的日子》片尾曲
- 2010年
  - 商東茜《演完的電影》

### 電影
| 年份   | 片名                       | 角色   |
| 2004年 | 《終極西門》               |        |
| 2004年 | 《喜歡你喜歡我》           |        |
| 2005年 | 《美麗曼特寧 Mandheling》  |        |
| 2005年 | 《緯來數位電影「頑皮鬼」》 |        |
| 2006年 | 《我的逍遙學伴》           |        |
| 2008年 | 《人之島》                 |        |
| 2016年 | 《黑白》                   | 張安俊 |
| 2018年 | 《扳手》                   | 阿弘   |
| 2019年 | 《幻術》                   | 宋楚瑜 |
| 2020年 | 《破處》                   | 員工   |

## 音樂作品

### 音樂專輯
| 發行日期 | 專輯名稱              | 發行公司     | 曲目 |
| -------- | --------------------- | ------------ | --- |
| 1998年   | 《Cool Eyes》個人專輯 | 滾石唱片發行 | 1. COOL EYES 2. 超友誼 3. SUE，你就是不快樂 4. 愛上癮 5. 藍色彈珠 6. 你有美麗，我有愛你 7. 麻辣情人 8. 親親寶貝 9. 再見 10. COCORO 11. OH MY SWEET BABY |

### 單曲
- 2001年 
  - 《愛上了妳》「大醫院小醫生」電視原聲帶
- 2003年 
  - 《原來》「單身宿舍連環泡」片尾曲
- 2004年
  - 「愛情風暴美麗99」電視原聲專輯
    - 《櫻花的秘密》主題曲
    - 《難道》插曲
    - 《你和我和他之間》 與戴愛玲合唱

  - 《你想聽的話》收錄在「香草戀人館」電視原聲專輯
- 2006年 
  - 《是非》「碧血劍」插曲 - 竇智孔作詞，周傳雄作曲
- 2007年 
  - 《單翅的天使》與何以奇合唱，「天使之翼」主題曲
- 2010年
  - 《似曾相識的回憶》「魯冰花」插曲，收錄在「魯冰花」電視原聲專輯
- 2013年
  - 《亲爱的》「幸福街第3号出口」插曲
  - 《Runaway》「幸福街第3号出口」插曲 竇智孔 作詞
- 2020年 
  - 《天堂有多遠？》 （吳宗憲、林柏昇、任賢齊、鐘昀呈、竇智孔、柯有倫、陳漢典、威廉，藝人黃鴻升逝世紀念曲）
  - 《扛得住》 （黃鴻升、柯有倫、竇智孔）
- 2024年 柯有倫、竇智孔、熱火〈大叔〉
- 2025年 竇智孔〈阿爸〉

## 出版作品

### 寫真書
- 2004年 《極限‧竇智孔──陸海空運動日誌 》，時周文化，ISBN　9789867586179 [1]

## 主持作品
| 年份   | 電視台     | 節目名稱        | 備註                               |
| 2002年 | 台視       | 台灣風雲榜      | 與藍心湄、黃嘉千、李李仁、小嫻合作 |
| 2004年 | TVBS歡樂台 | 封面人物        | 首任主持人是錢韋杉                 |
| 2008年 | 八大綜合台 | 世界正美麗      | 哈爾濱特輯                         |
| 2019年 | 東森綜合台 | 請問 今晚住誰家 | 與黃鐙輝主持                       |
| 2020年 | 八大綜合台 | 台灣第一等      |                                    |

#### 綜藝節目
- 2024年 台視主頻 ,八大綜合台,Netflix《嗨！營業中第四季》小幫手

## 廣告代言
- 2000年 康師父綠茶
- 2001年 電玩軟件《笑傲江湖》令狐冲 代言人
- 2003年 野城金都
- 2021年 蘇格登單一麥芽威士忌《這一杯 敬每一刻》

## 獎項紀錄
| 年份 | 典禮名稱                    | 獎項                 | 作品           | 結果 |
| ---- | --------------------------- | -------------------- | -------------- | ---- |
| 2006 | 第3屆電視劇風雲盛典頒獎典禮 | 港台最佳新人         |                | 獲獎 |
| 2021 | 第56屆金鐘獎                | 生活風格節目主持人獎 | 《台灣第一等》 | 提名 |
| 2022 | 第57屆金鐘獎                | 生活風格節目主持人獎 | 《台灣第一等》 | 提名 |

## 外部連結
- 竇智孔 Bobby Dou的Facebook專頁
- 竇智孔的Instagram帳戶
- 竇智孔的新浪博客
- 竇智孔在互联网电影资料库（IMDb）上的資料（英文）
- 竇智孔在香港影庫上的簡介
- 竇智孔在豆瓣上的资料（简体中文）